# Gunnar Wall
Sven Gunnar Wall, född 22 juni 1951 i Bromma församling i Stockholm, är en svensk journalist och författare. Han har skrivit flera böcker om Palmemordet och ofta anlitats som kommentator av press och etermedia när nya händelser med koppling till utredningen inträffat. Han har undvikit att peka ut någon gärningsman. Samtidigt har han menat att det finns argument för att fler än en person var inblandade och att mordet kan ha varit noga planerat.
Wall gick ut Journalisthögskolan i Stockholm 1976. Han var chefredaktör för Socialistiska partiets tidning Internationalen 1980–1982. Han har därefter fortsatt att ibland skriva för tidningen, framför allt 1987–1990 då han bevakade Palmeutredningen. Ett par artiklar som Wall skrev i Internationalen 1987 respektive 1988 där fyra poliser namngavs i samband med uppgifter om polisspåret ledde till att Justitiekanslern väckte åtal mot tidningen för förtal alternativt grovt förtal. I den tryckfrihetsrättegång som följde i Stockholms tingsrätt fälldes den ena artikeln för förtal medan den andra friades.
Från 1990 och framåt har Wall verkat som frilansjournalist och författare. En stor del av hans skrivande har handlat om Palmeutredningen. Men han har också skrivit om andra ämnen, framför allt med anknytning till politik, historia och rättsfrågor. 

## Mörkläggning
Walls första bok kom ut 1997. Det var Mörkläggning: statsmakten och Palmemordet, en granskning av de påstådda politiska manipulationerna runt Palmeutredningen. Omkring hälften av boken handlar om Ebbe Carlssonaffären, 1988 års stora politiska skandal som hade direkt anknytning till Palmeutredningen. Mörkläggning gavs ut i två volymer på bokförlaget Kärret, Göteborg. I  boken riktar Wall också hård kritik mot Palmeåklagarnas utpekande av Christer Pettersson. Denne hade fällts för Palmemordet i Stockholms tingsrätt sommaren 1989 men sedan friats i Svea hovrätt under hösten samma år. I Mörkläggning presenterar Wall också argument för hypotesen att Palme kan ha haft för avsikt att träffa någon under promenaden hemåt och att det fanns en plan för att mörda honom just på den plats där det skedde. Wall menar att det är en hypotes som borde ha blivit undersökt av utredarna bland annat eftersom det finns vittnesuppgifter som pekar på en kontakt mellan offer och gärningsman i samband med mordet. Boken mottogs väl av recensenterna. Boken belönades 1998 med Föreningen Grävande Journalisters pris Guldspaden. 
Samma år som Mörkläggning kom ut lämnade Riksåklagaren in en resningsansökan mot Pettersson till Högsta domstolen. Ett av de mest uppmärksammade inslagen i resningsansökan var advokaten Pelle Svenssons uppgifter om ett slags testamente som den så kallade bombmannen Lars Tingström skulle ha gett honom före sin död. Tingström hade varit bekant med Pettersson och enligt Svensson hade Tingström erkänt att han låg bakom Palmemordet som utförts av Pettersson. Wall var en framträdande kritiker mot resningsansökan. Han hävdade bland annat i en debattartikel i Dagens Nyheter att Pelle Svensson hade manipulerat det brev från Tingström som var det enda konkreta beviset i sammanhanget. Högsta domstolen avvisade Riksåklagarens resningsansökan på en rad grunder. När det gällde Svenssons påstådda bevisning ansåg HD att den av flera olika skäl måste bedömas med stor försiktighet.

## Mordgåtan Olof Palme
År 2010 kom Walls andra Palmebok, Mordgåtan Olof Palme. Den tar särskilt upp vad han menar är allvarliga brister i bevisningen mot Christer Pettersson, inklusive Riksåklagarens resningsansökan. Både Palmes finansminister Kjell-Olof Feldt och  den tidigare biträdande spaningsledaren i Palmeutredningen Ingemar Krusell lovordade boken.

## Konspiration Olof Palme
Fem år senare kom Walls tredje Palmebok, Konspiration Olof Palme. Där tar Wall upp  det svenska Stay Behindnätverket och uppgifter om att det skulle kunna ha kopplingar till mordet. Wall anknyter där till en diskussion som väckts redan tidigare, bland annat i en debattartikel i Dagens Nyheter 2013 av Inga-Britt Ahlenius, tidigare generaldirektör för Riksrevisionsverket och därefter chef för FN:s internrevision. Misstankarna om en Stay Behindinblandning i mordet blev senare centrala också i Palmeutredningens arbete under en period sedan åklagaren Krister Petersson tagit över.
I samma bok beskriver Wall sina kontakter med Eva Rausing, som för Wall pekade ut en känd finansman för att ligga bakom mordet. En tid därefter avled hon av sitt drogmissbruk. Walls avslöjande av vad Eva Rausing berättat väckte internationell uppmärksamhet. I boken redovisar Wall även ett vittnesmål han tagit del av från en svensk företagsledare och vapenexpert. Denne uppgav att han blivit kontaktad av en Palmefientlig polis och fått ett erbjudande om att skjuta statsministern. Polismannen skulle ha lovat att ordna fram ett vapen som inte kunde spåras.

## Debatten om Skandiamannen
Gunnar Wall har sedan 2009 drivit en blogg, vilken i huvudsak ägnas Palmeutredningen. När tidskriften Filter i maj 2018 publicerade en lång och uppmärksammad artikel av journalisten Thomas Pettersson där den så kallade Skandiamannen Stig Engström pekades ut som Palmes mördare inleddes en omfattande debatt på bloggen med flera tusen kommentarer om denna hypotes. Wall har hela tiden menat att den inte är sannolik.
Debatten fick ny näring i och med Palmeåklagaren Krister Peterssons utpekande av Engström 2020, vilket ledde till att utredningens lades ned efter mer än 34 år. Wall intervjuades i Sveriges Television och kallade då nedläggningsbeslutet med utpekandet av Engström för en flopp. I februari 2021 var Wall en av nitton undertecknare av en artikel på DN Debatt med rubriken ”Riksåklagaren måste återuppta Palmeutredningen”. Bland övriga undertecknare fanns Inga-Britt Ahlenius,  Birgitta Karlström Dorph som var svensk diplomat i Sydafrika 1982–1988, den tidigare spaningsledaren i Palmeutredningen Dag Andersson och kriminalinspektören Lennart Gustafsson som arbetat med utredningen 1986–2016.  Senare samma år var Wall en av fyra undertecknare på DN Debatt av en artikel som presenterade femton uppgifter som talade mot att Skandiamannen var Palmes mördare.
Hösten 2023 publicerade Wall sin fjärde Palmebok, Rättsskandalen Olof Palme, som i detalj gick igenom Palmeutredningen under Krister Petersson och utpekandet av Stig Engström. En stor del av boken handlade om utredarnas arbete med att kartlägga möjliga kopplingar mellan Stay Behindnätverket och Palmemordet. 2024 fick Wall Grävande Journalisters pris Guldspaden för den nya boken, hans andra Guldspade för en bok om Palmeutredningen.

## Kritik
Wall har genom åren fått kritik för sina slutsatser kring Palmemordet och Palmeutredningen. Exempelvis har Olof Palmes son Joakim Palme kritiserat Wall för att denne ifrågasatt om Lisbeth Palmes utpekande av Christer Pettersson verkligen byggde på en observation av mördaren.

## Övriga böcker
I början på 2000-talet publicerade Wall ett antal böcker på varierande övergripande teman som spioneri och politiska skandaler, samtliga utgivna på Bokförlaget Semic.
Bland Walls övriga böcker märks 11 september och andra terrordåd genom historien från 2011. Han beskriver där al-Qaidas planering och genomförande av 11 september-attackerna. Walls tes är att samtidigt som dådet var en mänsklig katastrof innebar det en efterlängtad möjlighet för den amerikanska administrationen att utan egentliga invändningar från andra nationer genomföra en aggressiv utrikespolitik och starta nya krig med hänvisning till kampen mot terrorn. Wall menar att det förklarar varför Vita huset ignorerade ett antal varningar som kom före attacken.
2020 publicerade Wall Andra världskriget och myten om det goda kriget. Han har också skrivit en detektivroman, Maktens mörka korridorer som utkom 2014.